# قزل‌یورت (شهرستان)
قزل‌یورت (به روسی: Кизилюртовский район) شهرستانی است در جمهوری داغستان روسیه. این شهرستان تا سال ۱۹۴۴ کومتورکالین نامیده می‌شد. مرکز اداری این شهرستان شهر قزل‌یورت است. طبق آمار سال ۲۰۱۲ جمعیت این شهرستان ۶۳٬۷۸۹ نفر و تراکم جمعیت آن ۱۵۰ نفر در کیلومتر مربع است.